# 朱美拉棕櫚島單軌鐵路
朱美拉棕櫚島單軌鐵路（英語：Palm Jumeirah Monorail）是杜拜朱美拉棕櫚島對外連接的單軌鐵路，於2009年4月30日正式通車，並計畫在未來能連接到杜拜地鐵紅線。
朱美拉棕櫚島單軌鐵路同時也是中東地區第一條通車的單軌鐵路。

## 歷史

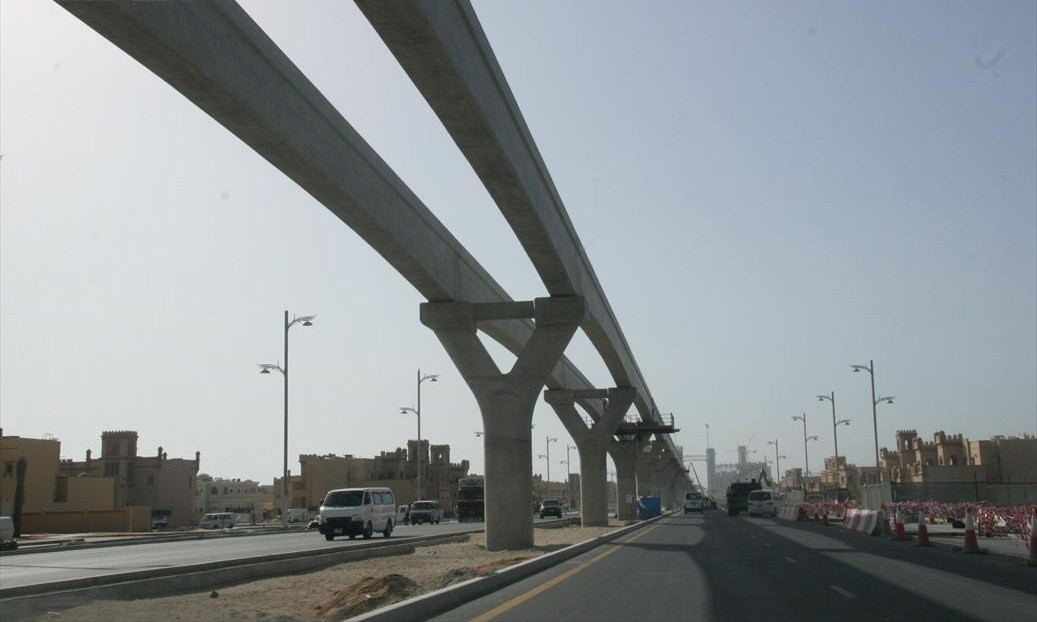
軌道

朱美拉棕櫚島單軌鐵路於2006年3月在丸紅公司的監督下正式動工。2008年7月，總長5.45（3英里）的單軌鐵路軌道正式完工，並在同年11月開始測試列車運作情形。
單軌鐵路原本預計在2008年12月正式通車，但卻因故而延遲至2009年4月30日通車。
建造單軌鐵路的預算為400萬美元，並預留一些資金當作路線擴長2-（1-英里）來連接到杜拜地鐵的經費。也有人表示，建造鐵路的預算為1100萬美元。

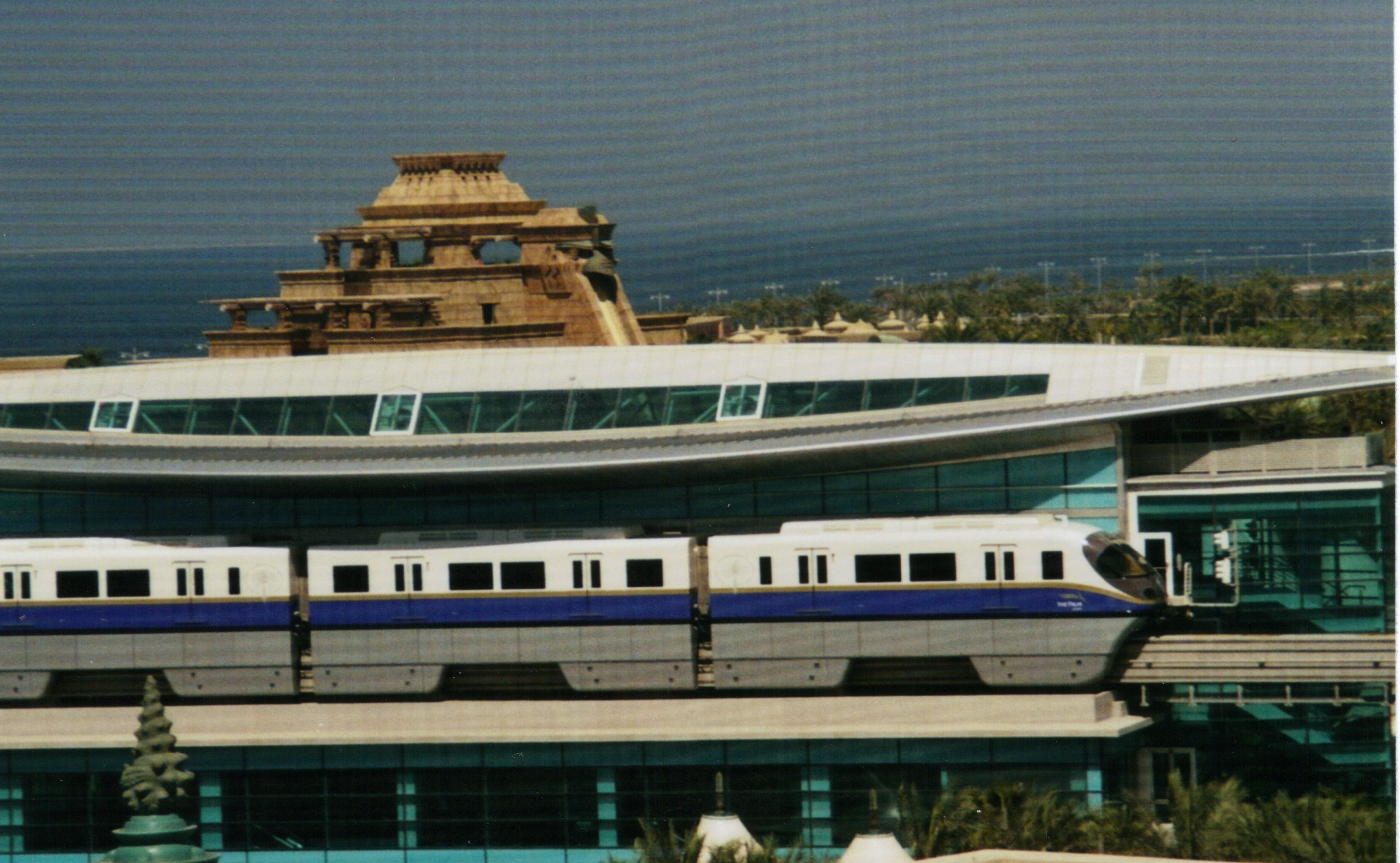
亞特蘭提斯酒店站

## 技術詳情
朱美拉棕櫚島單軌鐵路採用日立的跨座式單軌鐵路技術建造。單軌鐵路最初預計每日會有4萬人搭乘，尖峰時刻每3分鐘一班，非尖峰時刻15～20分鐘一班。
但正式通車後，平均每日僅600人搭乘，列車幾乎是處在「空車」狀態下。

## 車站

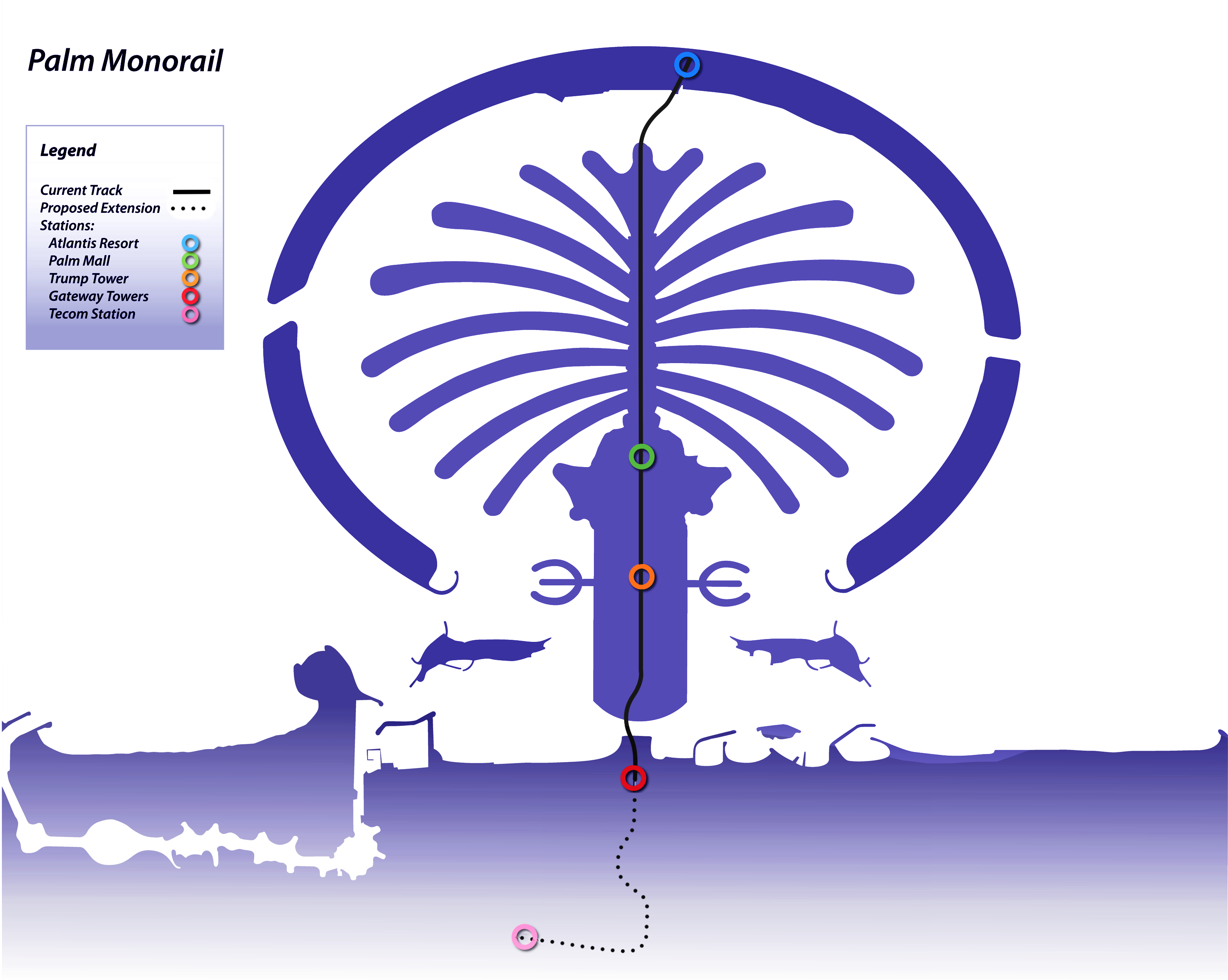
朱美拉棕櫚島單軌鐵路平面路線圖

截至2009年5月，只有亞特蘭提斯酒店站和杜拜網絡塔站對外開放。以下是現有的車站：
- 亞特蘭提斯酒店站（已開放）
- 特朗普國際酒店大樓站（未開放）
- 棕櫚廣場站（未開放）
- 杜拜網絡塔站（已開放，朱美拉棕櫚島單軌鐵路本站可以轉乘杜拜電車前往各站）

計畫中的車站：
- 特康站（計畫成為杜拜地鐵杜拜地鐵紅線（英语：Red Line (Dubai Metro)）的轉乘站）